# Maurice Régamey
Maurice Régamey (Boryslav, Ucrânia, 7 de Janeiro de 1924 - Paris, França, 23 de Agosto de 2009), foi um cineasta, ator e roteirista francês.

## Filmografia

### Filmografia como ator
- 1944 : Florence est folle de Georges Lacombe
- 1945 : Les Démons de l'aube (ou Âmes qui vivent) de Yves Allégret : Martin
- 1945 : L'Idiot de Georges Lampin
- 1945 : Le Roi des resquilleurs de Jean Devaivre
- 1946 : Antoine et Antoinette de Jacques Becker
- 1946 : Miroir de Maurice Lamy
- 1947 : Blanc comme neige d'André Berthomieu
- 1947 : Croisière pour l'inconnu de Pierre Montazel
- 1947 : L'Idole d'Alexandre Esway
- 1948 : Cartouche, roi de Paris de Guillaume Radot : Lafleur, un voleur
- 1948 : Les Autos volages de Marcel Martin - curta metragem
- 1949 : Au revoir Monsieur Grock de Pierre Billon : Bourquain
- 1949 : Je n'aime que toi de Pierre Montazel
- 1949 : Le Jugement de Dieu de Raymond Bernard
- 1949 : Lady Paname de Henri Jeanson : Fred, le mauvais garçon
- 1949 : Maya de Raymond Bernard
- 1949 : Pas de week-end pour notre amour de Pierre Montazel : le patron du "Casanova"
- 1949 : Rendez-vous avec la chance de Emile-Edwin Reinert : un turfiste
- 1950 : Les Anciens de Saint-Loup de Georges Lampin : Raboisson
- 1950 : Les Mémoires de la vache Yolande de Ernest Neubach : Verdure
- 1950 : Souvenirs perdus de Christian-Jaque
- 1950 : La Rose rouge de Marcel Pagliero : le guide touristique
- 1950 : Boîte de nuit d'Alfred Rode : Lombard
- 1951 : Rue des Saussaies de Ralph Habib : l'inspecteur Pierre Leblanc
- 1950 : Les Mécanos de l'air de Marcel Martin - curta metragem
- 1950 : Gunman in the streets de Frank Tuttle : un inspecteur
- 1951 : Adhémar ou le jouet de la fatalité de Fernandel : le barbu
- 1951 : Duel à Dakar de Georges Combret e Claude Orval : Robert Vernier
- 1951 : Et ta sœur de Henri Lepage
- 1951 : Ils sont dans les vignes de Robert Vernay : Pierre Moreau
- 1951 : La Plus Belle Fille du monde de Christian Stengel : Georges
- 1952 : Au diable la vertu de Jean Laviron : Jacques Lambert
- 1953 : Sie fanden eine Heima de Leopold Lindtberg : M. Faure
- 1955 : Les Carnets du major Thompson de Preston Sturges
- 1955 : Les Indiscrètes de Raoul André
- 1957 : Comme un cheveu sur la soupe de Maurice Regamey : un turfiste

### Filmografia como realizador
- 1952 : Le Huitième Art et la Manière (curta metragem)
- 1953 : Numéro spécial (curta metragem)
- 1953 : Le rire (curta metragem)
- 1954 : L'art et la manière de rire (curta metragem)
- 1954 : Plaisir des neiges (curta metragem)
- 1954 : Sur toute la gamme (curta metragem)
- 1956 : Honoré de Marseille
- 1956 : L'Art d'être papa (curta metragem), também roteiro.
- 1956 : Le Téléphone (curta metragem)
- 1957 : Rendez-vous avec Maurice Chevalier "Numéro 1" (curta metragem)
- 1957 : Rendez-vous avec Maurice Chevalier "Numéro 2" (curta metragem)
- 1957 : Rendez-vous avec Maurice Chevalier "Numéro 3" (curta metragem)
- 1957 : Rendez-vous avec Maurice Chevalier "Numéro 4" -Paris- (curta metragem)
- 1957 : Rendez-vous avec Maurice Chevalier "Numéro 5" -Soir de Paris- (curta metragem)
- 1957 : Rendez-vous avec Maurice Chevalier "Numéro 6" -Une américaine à Paris- (curta metragem)
- 1957 : Comme un cheveu sur la soupe
- 1959 : Cigarettes, whisky et p'tites pépées também roteiro
- 1960 : À pleines mains - também roteiro
- 1962 : La Salamandre d'or - também roteiro